# Lijst van gemeentelijke monumenten in Roosendaal (gemeente)
De gemeente Roosendaal heeft 298 gemeentelijke monumenten, hieronder een overzicht. Zie ook de Lijst van rijksmonumenten in Roosendaal (gemeente).

## Heerle
De plaats Heerle heeft 12 gemeentelijke monumenten:
| Object                         | Bouwjaar              | Architect  | Locatie             | Coördinaten                   | Nr.        | Afbeelding                     |
| ------------------------------ | --------------------- | ---------- | ------------------- | ----------------------------- | ---------- | ------------------------------ |
| Direkteurswoning (melkfabriek) | 1900                  | H. Dalstra | Bergsebaan 39       | 51° 30' 45" NB, 4° 22' 15" OL | 1674/WN227 | Direkteurswoning (melkfabriek) |
| Woonhuis                       | 1906                  |            | Bergsebaan 57 - 57a | 51° 30' 41" NB, 4° 22' 5" OL  | 1674/WN228 | Woonhuis                       |
| Pleisterplaats "De Roskam"     | 1832                  |            | Bergsebaan 71       | 51° 30' 37" NB, 4° 21' 54" OL | 1674/WN229 | Pleisterplaats "De Roskam"     |
| Maalderij                      | vierde kwart 19e eeuw |            | Herelsestraat 124   | 51° 31' 12" NB, 4° 21' 48" OL | 1674/WN230 | Maalderij                      |
| Woonhuis                       | 1899                  |            | Herelsestraat 134   | 51° 31' 14" NB, 4° 21' 50" OL | 1674/WN231 | Woonhuis                       |
| Woonhuis                       | vierde kwart 19e eeuw |            | Herelsestraat 165   | 51° 31' 20" NB, 4° 21' 53" OL | 1674/WN232 | Woonhuis                       |
| Boerderijcomplex               | 1905                  |            | Herelsestraat 173   | 51° 31' 25" NB, 4° 22' 2" OL  | 1674/WN233 | Boerderijcomplex               |
| Vlaamse schuur                 | 19e eeuw              |            | Herelsestraat 185   | 51° 31' 37" NB, 4° 22' 8" OL  | 1674/WN234 | Vlaamse schuur                 |
| Woning                         | 1890                  |            | Herelsestraat 215   | 51° 32' 24" NB, 4° 22' 22" OL | 1674/WN235 | Woning                         |
| Boerderij                      | 18e eeuw              |            | Moerstraatseweg 14  | 51° 31' 32" NB, 4° 22' 6" OL  | 1674/WN236 | Boerderij                      |
| Boerderij met travalje         | Begin 20e eeuw        |            | Waterstraat 10      | 51° 31' 32" NB, 4° 22' 8" OL  | 1674/WN237 | Boerderij met travalje         |
| Langgevelboerderij             | Vierde kwart 19e eeuw |            | Zoomvlietweg 5      | 51° 30' 8" NB, 4° 21' 47" OL  | 1674/WN238 | Langgevelboerderij             |

## Moerstraten
De plaats Moerstraten heeft 7 gemeentelijke monumenten:
| Object                   | Bouwjaar                    | Architect            | Locatie                                    | Coördinaten                   | Nr.        | Afbeelding               |
| ------------------------ | --------------------------- | -------------------- | ------------------------------------------ | ----------------------------- | ---------- | ------------------------ |
| Boerderijcomplex         | einde 18e eeuw              |                      | Diefhoekstraat 12                          | 51° 32' 14" NB, 4° 21' 26" OL | 1674/WN239 | Boerderijcomplex         |
| Boerderijcomplex         | Boerderij 1890, schuur 1950 | L. van Dis           | Hellegatsestraat 19                        | 51° 32' 22" NB, 4° 20' 50" OL | 1674/WN240 | Boerderijcomplex         |
| Boerderijcomplex         | 1927                        |                      | Hellegatsestraat 31                        | 51° 32' 26" NB, 4° 21' 38" OL | 1674/WN241 | Boerderijcomplex         |
| Canadees oorlogsmonument | 1945                        | Umberto Mion         | Moerstraatseweg ong. (hoek Luienhoekseweg) | 51° 32' 1" NB, 4° 20' 11" OL  | 1674/WN242 | Canadees oorlogsmonument |
| Pastorie H. Theresiakerk | 1927                        | Jac. van Groenendael | Moerstraatseweg 83                         | 51° 32' 28" NB, 4° 20' 31" OL | 1674/WN243 | Pastorie H. Theresiakerk |
| H. Theresiakerk          | 1927                        | Jac. van Groenendael | Moerstraatseweg 85                         | 51° 32' 29" NB, 4° 20' 31" OL | 1674/WN244 | H. Theresiakerk          |
| Boerderijcomplex         | 1915                        |                      | Steenbergsestraat 6                        | 51° 32' 38" NB, 4° 21' 35" OL | 1674/WN245 | Boerderijcomplex         |

## Nispen
De plaats Nispen heeft 8 gemeentelijke monumenten:
| Object               | Bouwjaar       | Architect  | Locatie             | Coördinaten                   | Nr.        | Afbeelding         |
| -------------------- | -------------- | ---------- | ------------------- | ----------------------------- | ---------- | ------------------ |
| Vlaamse schuur       | Einde 18e eeuw |            | De Lind 2           | 51° 29' 14" NB, 4° 27' 25" OL | 1674/WN246 | Upload foto        |
| Molenaarswoning      | 1909           | F.B. Sturm | Dorpsstraat 26      | 51° 29' 8" NB, 4° 27' 38" OL  | 1674/WN247 | Molenaarswoning    |
| Woonhuis             | 1910           |            | Dorpsstraat 50      | 51° 29' 3" NB, 4° 27' 39" OL  | 1674/WN248 | Woonhuis           |
| Boerderij            | 1902           |            | Grensstraat 2       | 51° 28' 15" NB, 4° 27' 45" OL | 1674/WN249 | Boerderij          |
| Woonhuis             | 1915           |            | Grensstraat 17      | 51° 28' 11" NB, 4° 27' 13" OL | 1674/WN250 | Woonhuis           |
| Mariakapel           | 1945           | J. Cuypers | Heijbeeksestraat 30 | 51° 28' 56" NB, 4° 28' 1" OL  | 1674/WN251 | Mariakapel         |
| Maria Hemelvaartkerk | 1930           | J. Cuypers | Kerkplein 1         | 51° 28' 57" NB, 4° 27' 42" OL | 1674/WN252 | Upload foto        |
| Langgevelboerderij   | 1943           | F.B. Sturm | Zonnelandstraat 4   | 51° 29' 43" NB, 4° 28' 3" OL  | 1674/WN253 | Langgevelboerderij |

## Roosendaal
De plaats Roosendaal heeft 226 gemeentelijke monumenten, zie de Lijst van gemeentelijke monumenten in Roosendaal (plaats).

## Wouw
De plaats Wouw heeft 24 gemeentelijke monumenten, Zie de Lijst van gemeentelijke monumenten in Wouw.

## Wouwse Plantage
De plaats Wouwse Plantage heeft 11 gemeentelijke monumenten:
| Object                            | Bouwjaar              | Architect                | Locatie              | Coördinaten                   | Nr.        | Afbeelding                    |
| --------------------------------- | --------------------- | ------------------------ | -------------------- | ----------------------------- | ---------- | ----------------------------- |
| Langgevelboerderij                | vierde kwart 19e eeuw |                          | Plantagebaan 98      | 51° 30' 0" NB, 4° 23' 55" OL  | 1674/WN278 | Upload foto                   |
| Boerderij met woonhuis/schuur     | vierde kwart 19e eeuw |                          | Plantagebaan 194-196 | 51° 29' 1" NB, 4° 23' 29" OL  | 1674/WN279 | Boerderij met woonhuis/schuur |
| H. Gertrudiskerk                  | 1925                  | W.J. Bunnik              | Plantagebaan 219     | 51° 28' 56" NB, 4° 23' 25" OL | 1674/WN280 | H. Gertrudiskerk              |
| Woonhuis                          | 1929                  | Van Overveld en Vervaart | Plantagebaan 222     | 51° 28' 57" NB, 4° 23' 21" OL | 1674/WN281 | Woonhuis                      |
| Onderwijzerswoning                | 1919                  | De Bruijn-Van Hees       | Plantagebaan 224     | 51° 28' 56" NB, 4° 23' 21" OL | 1674/WN282 | Onderwijzerswoning            |
| Onderwijs/horeca                  | vierde kwart 19e eeuw |                          | Plantagebaan 225     | 51° 28' 54" NB, 4° 23' 21" OL | 1674/WN283 | Onderwijs/horeca              |
| Boerderijcomplex                  | 1936                  | Jac. L. Elst             | Westelaarsestraat 23 | 51° 29' 51" NB, 4° 22' 38" OL | 1674/WN284 | Upload foto                   |
| Boerderijcomplex                  | 1915                  |                          | Westelaarsestraat 26 | 51° 29' 48" NB, 4° 22' 54" OL | 1674/WN285 | Boerderijcomplex              |
| Boerderijcomplex                  | 1931                  | Alph. van Woerkom        | Westelaarsestraat 35 | 51° 29' 50" NB, 4° 23' 11" OL | 1674/WN286 | Boerderijcomplex              |
| Boerderijcomplex, "Hoeve Zaafsel" | 1e kwart 20e eeuw     |                          | Westelaarsestraat 56 | 51° 29' 50" NB, 4° 24' 15" OL | 1674/WN287 | Upload foto                   |
| Boerderijcomplex                  | 19e eeuw              |                          | Westelaarsestraat 58 | 51° 29' 50" NB, 4° 24' 20" OL | 1674/WN288 | Upload foto                   |

## Grenspalen
| Object             | Bouwjaar | Architect | Locatie | Coördinaten                  | Nr.        | Afbeelding         |
| ------------------ | -------- | --------- | ------- | ---------------------------- | ---------- | ------------------ |
| Grenspalen 239-244 | 1848     |           |         | 51° 28' 7" NB, 4° 26' 32" OL | 1674/WN289 | Grenspalen 239-244 |